# 트래디셔널 페르시안
트래디셔널 페르시안(Traditional Persian)은 페르시안의 원래 품종으로 간주되는 고양이들의 여러 이름 중 하나이다. 다른 이름으로는 클래식 페르시안, 올드스타일 페르시안, 트래디셔널 롱헤어, 그리고 오리지널 롱헤어 등이다.
이 집고양이 품종의 신체적인 모습은 1800년대 후반의 사진과 비교했을 때 거의 변하지 않았다. 하지만, 미국과 세계의 다른 지역의 일부 사육자들이 이 품종에 단두증 돌연변이를 도입했기 때문에, 짧은 코와 명확한 골절은 점점 더 짧아지고 높아졌다. 이 때문에 원래의 페르시안 품종 표준이 수정되어 현대의 페르시안들은 코가 굉장히 낮아야 한다. 이로 인해 쇼에서 해당 품종이 사라졌다.
하지만, 이 오래된 품종은 007 두 번 산다, 용쟁호투, 그리고 스튜어트 리틀과 그 속편과 같은 인기 있는 영화에서 여전히 자리를 지키고 있다.